# حمام الحاج رسول
حمّام الحاج رسول من حمامات بغداد العامة القديمة، وكان يعرف بين البغداديين باسم (حمام حجي رسول أفندي)، ويقع بجانب الرصافة في محلة جديد حسن باشا في الطريق المقابل للباب الخلفية من جامع جديد حسن باشا وربما يكون هو الحمام المسمى حديثاً باسم (حمام الشفاء) الذي يقع في المنطقة الواقعة بين سوق الهرج وشارع حسان بن ثابت . لقد أشير إلى هذا الحمام في وقفية سعيدة بنت عبد الله، على بعض النساء مؤرخة في 23 شوال 1318ه‍.، بوصفه من حدود دار وقفتها في محلة جديد حسن باشا.
وقد جاء في مجلة لغة العرب انه في 13 من آب 1912 شبت النار في موقد حمام الحاج رسول أفندي فأخمدت من فورها بهمم رجال الإطفاء، ولم يصب الحمام وغيره مما يجاوره بضرر يذكر.